# موروارا
موروارا
شهر موروارا (به انگلیسی: Murwara) با جمعیت ۲۰۴٫۱۰۶ نفر در ایالت مادایا پرادش در کشور هند واقع شده‌است.